# Manuel Recabarren Rencoret
Martín José Manuel Recabarren Rencoret (Santiago de Chile, 20 de octubre de 1826 - ibídem, 5 de junio de 1901), fue un político chileno del Partido Liberal. Se desempeñó en varias ocasiones como parlamentario y ministro de estado.  

## Biografía
Nació en Santiago el 20 de octubre de 1826, hijo de Manuel Antonio Recabarren y de Martina Rencoret Cienfuegos. Después de completar sus estudios en el Instituto Nacional, se graduó como abogado de la Universidad de Chile el 9 de mayo de 1865. Recabarren fue nombrado profesor de Economía Política en el Instituto Nacional en 1842 y se casó con Carolina del Solar Marín en 1859, sin dejar descendencia. 
Inició su carrera política al unirse al Partido Liberal y participa en la Revolución de 1851, durante el cual fue capturado y deportado. Regresó al país en 1862 y se unió al periódico La Voz de Chile. El 28 de junio de 1864 fue elegido diputado por Illapel. En 1866, se convirtió en el secretario de la Flota aliada chileno-peruana durante la Guerra contra España. En 1880 el presidente Aníbal Pinto lo nombró ministro del Interior. Durante su cartera ministerial, dirigió personalmente la campaña de Ocupación de la Araucanía, fundando varios fuertes y ciudades, entre ellos se destaca el importante fuerte de Temuco fundado el 24 de febrero de 1881, que años más tarde se transformaría en una de las más grandes e importantes ciudades del Sur de Chile, siendo hoy en día capital regional de la Región de la Araucanía y puerta de entrada para la Patagonia chilena.       
Recabarren fue elegido senador por Talca en 1879, por Arauco en 1882, por Concepción en 1888, y nuevamente elegido para Arauco en 1891, siendo reelegido en los años de 1894 y 1897.
Falleció en Santiago el 5 de junio de 1901, a la edad de 74 años.

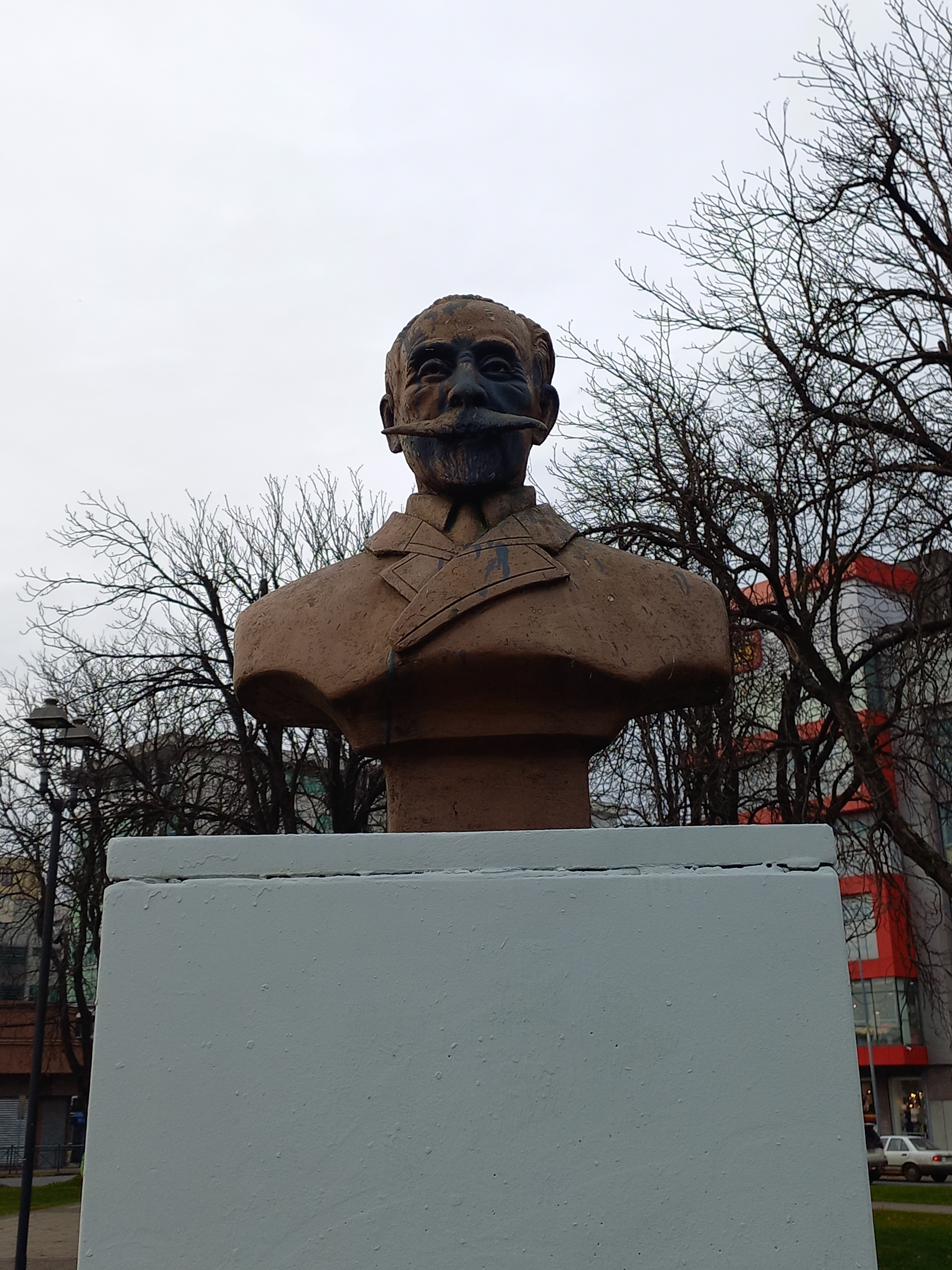
Busto de Manuel Recabarren en la plaza que lleva su nombre en Temuco.